# Tom Blaser
Tom Blaser (2 de octubre de 1997) es un deportista suizo que compite en ciclismo en la modalidad de trials.
Ganó dos medallas en el Campeonato Mundial de Ciclismo Urbano, plata en 2019 y bronce en 2017, ambas en la prueba de trials por equipos.

## Palmarés internacional
| Campeonato Mundial | Campeonato Mundial | Campeonato Mundial | Campeonato Mundial |
| Año                | Lugar              | Medalla            | Competición        |
| ------------------ | ------------------ | ------------------ | ------------------ |
| 2017               | Chengdu ( China)   | Medalla de bronce  | Trials por equipos |
| 2019               | Chengdu ( China)   | Medalla de plata   | Trials por equipos |